# Myxidium parvum
Myxidium parvum is een microscopische parasiet uit de familie Myxidiidae. Myxidium parvum werd in 1991 beschreven door Yurakhno. 